# Caribbean Premier League 2020
Die Caribbean Premier League 2020 war die achte Saison dieser Twenty20-Cricket-Meisterschaft in den West Indies und fand vom 18. August bis zum 10. September 2020 statt. Im Finale konnte sich die Trinbago Knight Riders gegen die St Lucia Zouks mit 8 Wickets durchsetzen.

## Vorgeschichte
Auf Grund der COVID-19-Pandemie wurden die Spiele ausschließlich in Trinidad und Tobago ausgetragen. Internationale Spieler waren verpflichtet zwei Wochen vor Turnierbeginn mit gestellten Charterflügen anzureisen, da andere Anreisewege durch die Regierung in Trinidad und Tobago verwehrt wurden. Die Spieler mussten sich zwei Wochen vor der Anreise in Selbstisolation begeben und durften während des Turniers das Hotel ausschließlich für die Spiele verlassen.

## Franchises und Stadien
Die Spiele wurden ausschließlich in Stadien in Trinidad und Tobago ausgetragen.
| Heimstadion        | Stadt         | Land                | Kapazität |
| ------------------ | ------------- | ------------------- | --------- |
| Queen’s Park Oval  | Port of Spain | Trinidad und Tobago | 20.000    |
| Brian Lara Stadium | San Fernando  | Trinidad und Tobago | 15.000    |

## Format
In der Vorrunde bestritt jedes der sechs Teams gegen jedes andere jeweils zwei Spiele. Für einen Sieg gab es zwei Punkte, für ein Unentschieden oder No Result einen. Die vier Bestplatzierten der Gruppe qualifizierten sich dann für das Halbfinale, dessen Sieger das Finale bestritten.

## Kaderlisten
Die Mannschaften benannten die folgenden Kader.
| Twenty20 | Twenty20 | Twenty20 | Twenty20 | Twenty20 | Twenty20 |
| Barbados Tridents | Guyana Amazon Warriors | Jamaica Tallawahs | St Kitts and Nevis Patriots | St Lucia Zouks | Trinbago Knight Riders |
| --- | --- | --- | --- | --- | --- |
| - Jason Holder (K) - Nyeem Young - Johnson Charles - Shai Hope - Hayden Walsh Jr. - Ashley Nurse - Jonathan Carter - Raymon Reifer - Justin Greaves - Wahab Riaz - Rashid Khan - Rahmanullah Gurbaz - Marcus Stoinis - Harry Gurney - Alex Hales - Kyle Mayers - Joshua Bishop - Shayan Jahangir - Corey Anderson - Mitchell Santner - Shamarh Brooks - Keon Harding | - Chris Green (K) - Kevin Sinclair - Nicholas Pooran - Shimron Hetmyer - Brandon King - Keemo Paul - Sherfane Rutherford - Romario Shepherd - Chandrapaul Hemraj - Odean Smith - Anthony Bramble - Shoaib Malik - Shadab Khan - Qais Ahmad - Naveen-ul-Haq - Imran Tahir - Ross Taylor - Ashmead Nedd - Jasdeep Singh - Kissoondath Magram | - Rovman Powell (K) - Andre Russell - Oshane Thomas - Chadwick Walton - Tabraiz Shamsi - Glenn Phillips - Sandeep Lamichhane - Carlos Brathwaite - Asif Ali - Fidel Edwards - Preston McSween - Andre McCarthy - Nicholas Kirton - Jeavor Royal - Nkrumah Bonner - Veerasammy Permaul - Ryan Persaud - Jermaine Blackwood - Mujeeb Ur Rahman - Ramaal Lewis | - Rayad Emrit (K) - Dominic Drakes - Evin Lewis - Fabian Allen - Sheldon Cottrell - Denesh Ramdin - Alzarri Joseph - Chris Lynn - Rassie van der Dussen - Ben Dunk - Sohail Tanvir - Ish Sodhi - Dennis Bulli - Joshua Da Silva - Colin Archibald - Jon-Russ Jaggesar - Sunny Sohal - Nick Kelly - Imran Khan - Jahmar Hamilton - Kieran Powell | - Daren Sammy (K) - Kimani Melius - Chris Gayle - Andre Fletcher - Kesrick Williams - Obed McCoy - Rahkeem Cornwall - Kavem Hodge - Rilee Rossouw - Anrich Nortje - Mohammad Nabi - Colin Ingram - Chemar Holder - Mark Deyal - Noor Ahmad - Leniko Boucher - Javelle Glen - Saad Bin Zafar - Najibullah Zadran - Scott Kuggeleijn - Jonathan Wells - Roston Chase - Zahir Khan | - Kieron Pollard (K) - Dwayne Bravo - Sunil Narine - Colin Munro - Fawad Ahmed - Darren Bravo - Lendl Simmons - Khary Pierre - Tim Seifert - Sikandar Raza - Anderson Phillip - Pravin Tambe - Jayden Seales - Amir Jangoo - Tion Webster - Akeal Hosein - Ali Khan |

## Vorrunde
Tabelle
Die Tabelle nahm die folgenden Stand an (Stand: 6. September 2020).
| Teams                       | Sp. | S  | N | NR | P  | RR     |
| --------------------------- | --- | -- | - | -- | -- | ------ |
| Trinbago Knight Riders      | 10  | 10 | 0 | 0  | 20 | +1.294 |
| Guyana Amazon Warriors      | 10  | 6  | 4 | 0  | 12 | +0.600 |
| St Lucia Zouks              | 10  | 6  | 4 | 0  | 12 | −0.021 |
| Jamaica Tallawahs           | 10  | 3  | 6 | 1  | 7  | −0.245 |
| Barbados Tridents           | 10  | 3  | 7 | 0  | 6  | −0.253 |
| St Kitts and Nevis Patriots | 10  | 1  | 8 | 1  | 3  | −1.498 |

Spiele
| 18. August Scorecard | San Fernando | Guyana Amazon Warriors 144-5 (17/17)         | – | Trinbago Knight Riders 147-6 (16.4/17) |
|                      |              | Trinbago Knight Riders gewinnt mit 4 Wickets |   |                                        |

| 18. August Scorecard | San Fernando | Barbados Tridents 153-9 (20)         | – | St Kitts and Nevis Patriots 147-5 (20) |
|                      |              | Barbados Tridents gewinnt mit 6 Runs |   |                                        |

| 19. August Scorecard | San Fernando | St Lucia Zouks 158-7 (20)               | – | Jamaica Tallawahs 160-5 (18.5) |
|                      |              | Jamaika Tallawahs gewinnt mit 5 Wickets |   |                                |

| 19. August Scorecard | San Fernando | St Kitts and Nevis Patriots 127-8 (20)       | – | Guyana Amazon Warriors 131-7 (17) |
|                      |              | Guyana Amazon Warriors gewinnt mit 3 Wickets |   |                                   |

| 20. August Scorecard | San Fernando | Barbados Tridents 131-7 (18.1/18.1)               | – | St Lucia Zouks 50-3 (4.1/5) |
|                      |              | St Lucia Zouks gewinnt mit 7 Wickets (D/L method) |   |                             |

| 20. August Scorecard | San Fernando | Jamaica Tallawahs 135-8 (20)                 | – | Trinbago Knight Riders 136-3 (18.1) |
|                      |              | Trinbago Knight Riders gewinnt mit 7 Wickets |   |                                     |

| 22. August Scorecard | San Fernando | St Lucia Zouks 172-6 (20)          | – | St Kitts and Nevis Patriots 162-8 (20) |
|                      |              | St Lucia Zouks gewinnt mit 10 Runs |   |                                        |

| 22. August Scorecard | San Fernando | Guyana Amazon Warriors 118 (19.1)          | – | Jamaica Tallawahs 104-7 (20) |
|                      |              | Guyana Amazon Warriors gewinnt mit 14 Runs |   |                              |

| 23. August Scorecard | San Fernando | Trinbago Knight Riders 185-3 (20)          | – | Barbados Tridents 166-6 (20) |
|                      |              | Trinbago Knight Riders gewinnt mit 19 Runs |   |                              |

| 23. August Scorecard | San Fernando | St Lucia Zouks 144-7 (20)          | – | Guyana Amazon Warriors 134-8 (20) |
|                      |              | St Lucia Zouks gewinnt mit 10 Runs |   |                                   |

| 25. August Scorecard | Port of Spain | Barbados Tridents 151-7 (20)                      | – | St Kitts and Nevis Patriots 152-4 (19.3) |
|                      |               | St Kitts and Nevis Patriots gewinnt mit 6 Wickets |   |                                          |

| 25. August Scorecard | Port of Spain | Guyana Amazon Warriors 108-9 (20)       | – | Jamaica Tallawahs 113-5 (18) |
|                      |               | Jamaica Tallawahs gewinnt mit 5 Wickets |   |                              |

| 26. August Scorecard | Port of Spain | St Lucia Zouks 111-6 (17.1/17.1)                          | – | Trinbago Knight Riders 72-4 (8/9) |
|                      |               | Trinbago Knight Riders gewinnt mit 6 Wickets (D/L method) |   |                                   |

| 26. August Scorecard | Port of Spain | Barbados Tridents 148-7 (20)          | – | Jamaica Tallawahs 112-9 (20) |
|                      |               | Barbados Tridents gewinnt mit 36 Runs |   |                              |

| 27. August Scorecard | Port of Spain | St Kitts and Nevis Patriots 110-9 (20) | – | St Lucia Zouks 111-4 (14.4) |
|                      |               | St Lucia Zouks gewinnt mit 6 Wickets   |   |                             |

| 27. August Scorecard | Port of Spain | Guyana Amazon Warriors 112-7 (20)            | – | Trinbago Knight Riders 115-3 (18.2) |
|                      |               | Trinbago Knight Riders gewinnt mit 7 Wickets |   |                                     |

| 29. August Scorecard | Port of Spain | Barbados Tridents 148-7 (20)                 | – | Trinbago Knight Riders 149-8 (19.5) |
|                      |               | Trinbago Knight Riders gewinnt mit 2 Wickets |   |                                     |

| 29. August Scorecard | Port of Spain | Jamaica Tallawahs 147-6 (20)          | – | St Kitts and Nevis Patriots 110 (19.4) |
|                      |               | Jamaica Tallawahs gewinnt mit 37 Runs |   |                                        |

| 30. August Scorecard | Port of Spain | St Lucia Zouks 92 (18)            | – | Barbados Tridents 89-7 (20) |
|                      |               | St Lucia Zouks gewinnt mit 3 Runs |   |                             |

| 30. August Scorecard | Port of Spain | St Kitts and Nevis Patriots 150-5 (20)       | – | Guyana Amazon Warriors 153-3 (17.3) |
|                      |               | Guyana Amazon Warriors gewinnt mit 7 Wickets |   |                                     |

| 1. September Scorecard | San Fernando | Trinbago Knight Riders 184-4 (20)          | – | Jamaica Tallawahs 165-6 (20) |
|                        |              | Trinbago Knight Riders gewinnt mit 19 Runs |   |                              |

| 1. September Scorecard | San Fernando | Barbados Tridents 92 (20)                    | – | Guyana Amazon Warriors 93-2 (16.4) |
|                        |              | Guyana Amazon Warriors gewinnt mit 8 Wickets |   |                                    |

| 2. September Scorecard | San Fernando | Trinbago Knight Riders 174-4 (20)          | – | St Kitts and Nevis Patriots 115-7 (20) |
|                        |              | Trinbago Knight Riders gewinnt mit 59 Runs |   |                                        |

| 2. September Scorecard | San Fernando | St Lucia Zouks 109-7 (20)                    | – | Guyana Amazon Warriors 110-3 (13.5) |
|                        |              | Guyana Amazon Warriors gewinnt mit 7 Wickets |   |                                     |

| 3. September Scorecard | San Fernando | St Kitts and Nevis Patriots 46-0 (5.4) | – | Jamaica Tallawahs |
|                        |              | No Result                              |   |                   |

| 3. September Scorecard | San Fernando | Barbados Tridents 89-9 (20)                  | – | Guyana Amazon Warriors 90-4 (14.2) |
|                        |              | Guyana Amazon Warriors gewinnt mit 6 Wickets |   |                                    |

| 5. September Scorecard | San Fernando | Trinbago Knight Riders 175-5 (20)          | – | St Lucia Zouks 152-7 (20) |
|                        |              | Trinbago Knight Riders gewinnt mit 23 Runs |   |                           |

| 5. September Scorecard | San Fernando | Jamaica Tallawahs 161-4 (20)            | – | Barbados Tridents 165-3 (18.2) |
|                        |              | Barbados Tridents gewinnt mit 7 Wickets |   |                                |

| 6. September Scorecard | San Fernando | St Kitts and Nevis Patriots 77 (18.2)        | – | Trinbago Knight Riders 78-1 (11.3) |
|                        |              | Trinbago Knight Riders gewinnt mit 9 Wickets |   |                                    |

| 6. September Scorecard | San Fernando | St Lucia Zouks 145-6 (20)          | – | Jamaica Tallawahs 134-9 (20) |
|                        |              | St Lucia Zouks gewinnt mit 11 Runs |   |                              |

## Halbfinale
| 8. September Scorecard | San Fernando | Jamaica Tallawahs 107-7 (20)                 | – | Trinbago Knight Riders 111-1 (15) |
|                        |              | Trinbago Knight Riders gewinnt mit 9 Wickets |   |                                   |

| 8. September Scorecard | San Fernando | Guyana Amazon Warriors 55 (13.4)      | – | St Lucia Zouks 56-0 (4.3) |
|                        |              | St Lucia Zouks gewinnt mit 10 Wickets |   |                           |

## Finale
| 10. September Scorecard | San Fernando | St Lucia Zouks 154 (19.1)                    | – | Trinbago Knight Riders 157-2 (18.1) |
|                         |              | Trinbago Knight Riders gewinnt mit 8 Wickets |   |                                     |

## Statistiken
Die folgenden Cricketstatistiken wurden bei diesem Turnier erzielt.
| Twenty20         | Twenty20               | Twenty20 | Twenty20 | Twenty20 | Twenty20 | Twenty20 | Twenty20 | Twenty20 |
| Batting          | Batting                | Batting  | Batting  | Batting  | Batting  | Batting  | Batting  | Batting  |
| Spieler          | Mannschaft             | Spiele   | Innings  | Runs     | Average  | HS       | 100s     | 50s      |
| ---------------- | ---------------------- | -------- | -------- | -------- | -------- | -------- | -------- | -------- |
| Lendl Simmons    | Trinbago Knight Riders | 11       | 11       | 356      | 39,55    | 96       | 0        | 3        |
| Glenn Phillips   | Jamaica Tallawahs      | 11       | 10       | 316      | 35,11    | 79*      | 0        | 2        |
| Darren Bravo     | Trinbago Knight Riders | 12       | 9        | 297      | 59,40    | 58*      | 0        | 3        |
| Shimron Hetmyer  | Guyana Amazon Warriors | 11       | 11       | 267      | 33,37    | 71       | 0        | 3        |
| Nicholas Pooran  | Guyana Amazon Warriors | 11       | 11       | 245      | 27,22    | 100*     | 1        | 1        |
| Bowling          |                        |          |          |          |          |          |          |          |
| Spieler          | Mannschaft             | Spiele   | Overs    | Wickets  | Average  | BBI      | 5W       | 10W      |
| Scott Kuggeleijn | St Lucia Zouks         | 11       | 34.1     | 17       | 15,64    | 4/33     | 0        | 0        |
| Mujeeb Ur Rahman | Jamaica Tallawahs      | 11       | 41.0     | 16       | 13,56    | 3/11     | 0        | 0        |
| Imran Tahir      | Guyana Amazon Warriors | 11       | 41.0     | 15       | 15,93    | 3/12     | 0        | 0        |
| Fawad Ahmed      | Trinbago Knight Riders | 11       | 36.0     | 13       | 18,15    | 4/12     | 0        | 0        |
| Kesrick Williams | St Lucia Zouks         | 12       | 34.1     | 13       | 23,46    | 2/12     | 0        | 0        |